# تارنوسلیوکا
تارنوسلیوکا (به بلغاری: Tarnoslivka) یک منطقهٔ مسکونی در بلغارستان است که در شهرستان آردینو واقع شده‌است.
 تارنوسلیوکا ۷٫۹۲۹ کیلومتر مربع مساحت و ۱۱۸ نفر جمعیت دارد.